# Uno Naissoo
Uno Naissoo (* 25. März 1928 in Viljandi; † 5. Januar 1980 in Tallinn) war ein estnischer Komponist, Jazzmusiker (Kontrabass, Piano) und Musikpädagoge.

## Leben und Werk

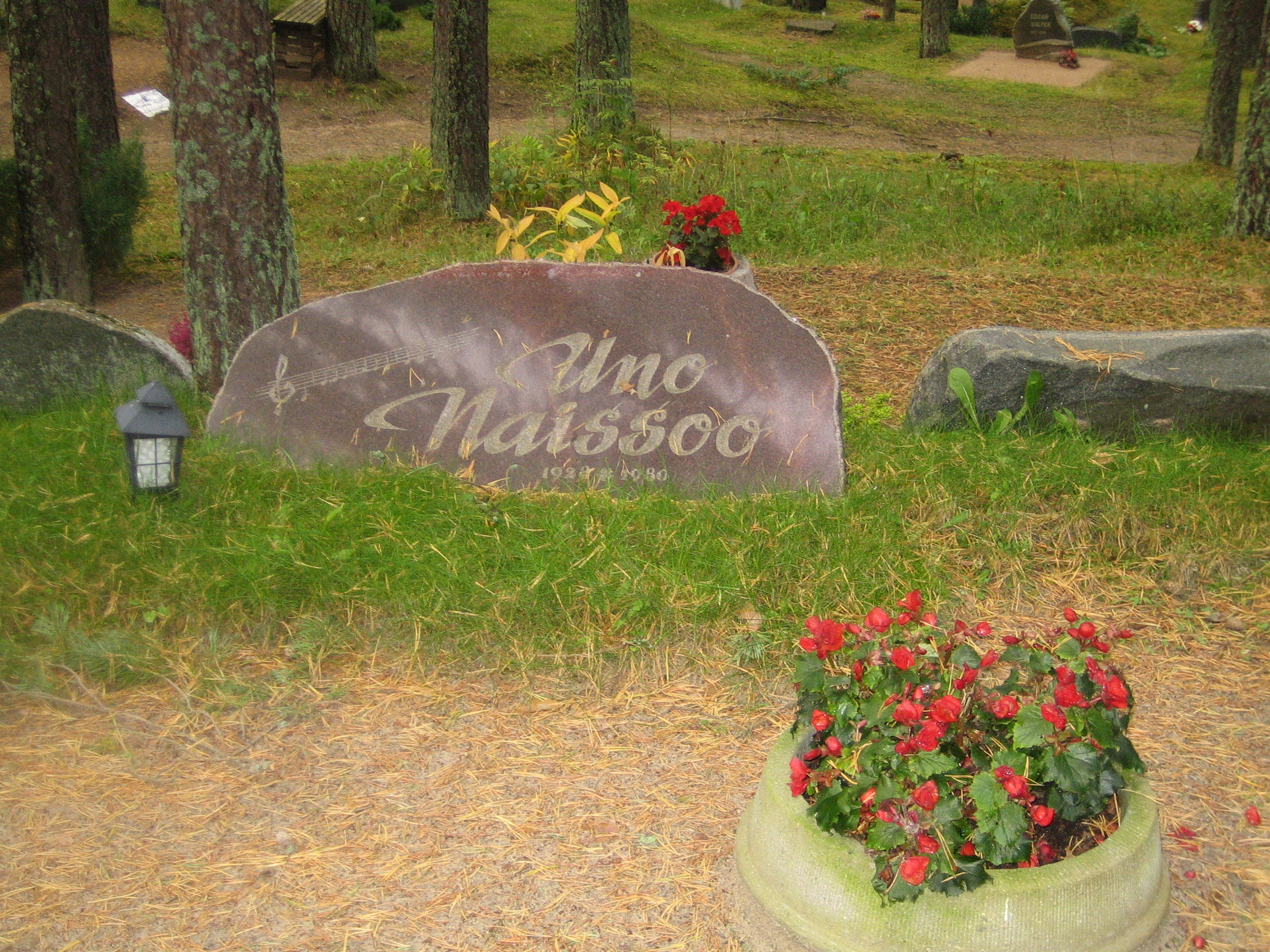
Grab auf dem Tallinner Waldfriedhof

Naissoo gehörte während seines Musikstudiums als Bassist zum Sextett Rütmikud, das Jazzkonzerte gab und auch im Rundfunk auftrat. 1948 gründete er in Tallinn einen Swingclub, in dem es Vorträge und Diskussionen über Neuerungen im Jazz wie Bebop oder Progressive Jazz gab. Er schloss 1952 sein Studium im Fach Komposition am Staatlichen Tallinner Konservatorium (heute Estnische Musik- und Theaterakademie) bei Heino Eller ab.
Von 1952 bis 1980 unterrichtete er Musiktheorie in Tallinn. Von 1954 bis zu seinem Tod war er außerdem Leiter der Jugendabteilung der Komponistenvereinigung der Estnischen SSR (Eesti NSV Heliloojate Liit). Er leitete außerdem Musikbands und spielte als Pianist.
Bekannt wurde Naissoo einem größeren Publikum durch seine Jazzversionen estnischer Volkslieder und als Filmkomponist. Für seine sieben Jazz-Suiten griff er auf Material der älteren estnischen Volksmusik zurück. Dabei verstand er es, deren modalen Charakter „ausdrucksvoll im Jazz einzusetzen.“ Als Komponist des Ethno-Jazz erreichte er, wie auch seine „Improvisation über ein estnisches Thema“ zeigt, als einer der ersten europäischen Jazzmusiker „eine bemerkenswerte Reife, da er nicht bei einer simplen Stilisation volksmusikalischer Elemente stehenblieb.“ Später war er auch vom West Coast Jazz geprägt. 1962 gründete er als Oktett die für den Rundfunk produzierende Studioband Studio 8, in der er Klavier spielte und für die er Stücke wie „Im Volkston“ schrieb.
Mit seinem Sohn Tõnu Naissoo schrieb er 1969 die Musik zum estnischen Kultfilm Viimne reliikvia. Daneben komponierte er auch Kammermusik. Bekannt wurden unter anderem sein Klarinettenkonzert (1955), die Konzertrhapsodie für Akkordeon und Orchester (1961) sowie zahlreiche von ihm komponierte Lieder. Uno Naissoo verfasste auch musiktheoretische Untersuchungen. Weiter veranstaltete er  Treffen unterschiedlicher Jazzgruppen, die zunächst im Underground stattfanden, bevor er 1962 das Tallinner Jazzfestival initiieren konnte.